# Goodfellas (album)
Goodfellas è il secondo album del duo hip hop statunitense Show & A.G., pubblicato nel 1995 dalla Payday Records, filiale della Universal. Next Level (Nyte Time Mix), brano prodotto da DJ Premier ritenuto il migliore dell'album e classificatosi nella top 30 della Hot Rap Songs di Billboard, compare nel film del 2002 8 Mile.

## Distribuzione
L'album esce nel 1995 pubblicato da London Records (tramite la Payday e la FFRR) per i mercati di Stati Uniti, Regno Unito e Giappone.

## Descrizione
| Recensione | Giudizio |
| ---------- | -------- |
| AllMusic   | [ 1 ]    |
| RapReviews | [ 2 ]    |

Ultimo album con la Payday Records e ultimo a classificarsi, Goodfellas esce nel 1995, anno in cui la reputazione dei D.I.T.C. è già consolidata nell'hip hop. L'album presenta un suono più scuro e cupo rispetto al precedente, restando scorrevole e risultando uno dei migliori prodotti del duo. I critici elogiano in particolare la produzione di DJ Premier.
Gli ospiti dell'album sono il membro del Wu-Tang Clan Method Man e i membri dei DITC Diamond D e Lord Finesse.

## Tracce
| #  | Titolo                       | Produttori        | Performer(s)                                     |
| -- | ---------------------------- | ----------------- | ------------------------------------------------ |
| 1  | "Never Less Than Ill"        | Show & A.G.       | A.G.                                             |
| 2  | "You Know Now"               | Show & A.G.       | A.G., Big Cathy                                  |
| 3  | "Check It Out"               | Show & A.G.       | A.G., Party Arty                                 |
| 4  | "Add On"                     | Lord Finesse      | Lord Finesse, D-Flow, A.G.                       |
| 5  | "Next Level (Nyte Time Mix)" | DJ Premier        | A.G.                                             |
| 6  | "Time For"                   | DJ Roc Raida      | A.G.                                             |
| 7  | "Got the Flava"              | Show & A.G., Dres | D-Flow, Wali World, Party Arty, A.G., Method Man |
| 8  | "Neighbahood Sickness"       | Show & A.G.       | Party Arty, A.G.                                 |
| 9  | "All Out"                    | Show & A.G.       | A.G.                                             |
| 10 | "Medicine"                   | Show & A.G.       | A.G.                                             |
| 11 | "I'm Not the One"            | Show & A.G.       | A.G.                                             |
| 12 | "Got Ya Back"                | Show & A.G.       | A.G., Wali World                                 |
| 13 | "Next Level"                 | Show & A.G.       | A.G.                                             |
| 14 | "You Want It"                | Show & A.G.       | A.G., Diamond D, Party Arty                      |

## Classifiche settimanali
| Classifica (1995)         | Posizione massima |
| ------------------------- | ----------------- |
| US Heatseekers Albums     | 10                |
| US Top R&B/Hip-Hop Albums | 23                |